# ارتش نروژ (ورماخت)
ارتش نروژ (آلمانی: Armee Norwegen) ارتش آلمانی بود که در طول جنگ جهانی دوم در شمال نروژ و فنلاند فعالیت می‌کرد. ارتش نروژ تحت فرمان فرماندهی عالی ارتش نروژ، به اختصار «آئوک نروژ» (AOK Norwegen) که یکی از دو ستاد فرماندهی ارتش آلمان در شمال دور بود، قرار داشت.
فرماندهی عالی ارتش نروژ مستقیماً تابع، فرماندهی عالی نیروی زمینی آلمان مقر فرماندهی عالی ورماخت بود. این گروه در دسامبر ۱۹۴۰ از لشکر بیست و یکم ورماخت، ایجاد شد و در دسامبر ۱۹۴۴ منحل شد و دارایی‌های آن توسط ارتش بیستم کوهستان (ورماخت) تصرف شد.